# 더글러스 맥그라스
더글러스 맥그래스(Douglas McGrath, 영어 발음: /məˈɡræθ/, 1958년 2월 2일 ~ 2022년 11월 3일)는 미국의 영화 감독, 각본가, 배우이다.
뉴욕에서 태어났다.

## 작품 목록

### 영화 연출
- 엠마 (1996)
- 컴퍼니 맨 (2000, Company Man)
- 니콜라스 니클비 (2002)
- 인퍼머스 (2006)
- 하이힐을 신고 달리는 여자 (2011)
- Becoming Mike Nichols (2016) - 다큐멘터리

### 영화 각본
- 귀여운 빌리 (1993) - 우디 앨런과 공동 각본
- 브로드웨이를 쏴라 (1994)
- 엠마 (1996)
- 컴퍼니 맨 (2000, Company Man)
- 니콜라스 니클비 (2002)
- 인퍼머스 (2006)

### 영화 출연
- 퀴즈 쇼 (1994)
- 스윗 앤 로다운 (1999)
- 인사이더 (1999)
- 스몰 타임 크룩스 (2000)
- 헐리우드 엔딩 (2002)
- 마이클 클레이튼 (2007)

### 텔레비전 출연
- 우디 앨런: 우리가 몰랐던 이야기 (2011, Woody Allen: A Documentary) - 본인 (텔레비전 다큐멘터리)